# Еден Марама
Еден Марама (англ. Eden Marama; нар. 13 лютого 1986) — колишня новозеландська тенісистка.
Найвищу одиночну позицію світового рейтингу — 321 місце досягла 22 березня 2004, парну — 301 місце — 26 квітня 2004 року.
Здобула 3 одиночні та 8 парних титулів туру ITF.
Завершила кар'єру 2006 року.

## Фінали ITF
| турніри $100,000 |
| турніри $75,000  |
| турніри $50,000  |
| турніри $25,000  |
| турніри $10,000  |

### Одиночний розряд: 3 (3–0)
| Результат | Дата           | Турнір             | Покриття   | Суперниця     | Рахунок       |
| --------- | -------------- | ------------------ | ---------- | ------------- | ------------- |
| Перемога  | 27 липня 2003  | Дублін, Ірландія   | Килим      | Карен Нуджент | 6–1, 6–2      |
| Перемога  | 5 жовтня 2003  | Верту, Франція     | Тверде (i) | Паскаль Леруа | 4–6, 6–0, 6–1 |
| Перемога  | 9 березня 2004 | Беналла, Австралія | Трава      | Сінді Вотсон  | 6–3, 4–6, 6–4 |

### Парний розряд: 9 (8–1)
| Результат | Дата            | Турнір                      | Покриття   | Партнерка   | Суперниці                               | Рахунок            |
| --------- | --------------- | --------------------------- | ---------- | ----------- | --------------------------------------- | ------------------ |
| Перемога  | 16 червня 2003  | Монтемор-у-Нову, Португалія | Тверде     | Пола Марама | Жужанна Бабош Габріела Веласко Андреу   | 6–7(5–7), 6–3, 6–0 |
| Перемога  | 27 липня 2003   | Дублін, Ірландія            | Килим      | Пола Марама | Івонн Дойл Карен Нуджент                | 6–4, 7–5           |
| Перемога  | 22 вересня 2003 | Волос, Греція               | Трава      | Пола Марама | Лаура-Рамона Хусару Вікторія Литовченко | 6–2, 6–4           |
| Перемога  | 5 жовтня 2003   | Верту, Франція              | Тверде (i) | Пола Марама | Ірина Бремон Євгенія Савранська         | 6–4, 6–2           |
| Поразка   | 8 грудня 2003   | Каїр, Єгипет                | Ґрунт      | Пола Марама | Катерина Бичкова Раїса Гуревич          | 0–6, 6–7(2–7)      |
| Перемога  | 15 грудня 2003  | Каїр, Єгипет                | Ґрунт      | Пола Марама | Раїса Гуревич Катерина Кожокіна         | 6–3, 6–0           |
| Перемога  | 1 березня 2004  | Воррнамбул, Австралія       | Трава      | Пола Марама | Кейсі Деллаква Джеслін Г'юїтт           | 6–3, 4–6, 6–2      |
| Перемога  | 9 березня 2004  | Беналла, Австралія          | Трава      | Пола Марама | Лорен Бредмор Кейсі Смеші               | 7–5, 6–1           |
| Перемога  | 8 серпня 2004   | Рексем, Уельс               | Тверде     | Пола Марама | Рушмі Чакравартхі Саня Мірза            | 7–6(7–4), 7–5      |